# Simon Szilárd János
Simon Szilárd János (Sárvár, 1972. november 1. –) magyar közgazdász, a Magyarságkutató Intézet szakmai és operatív főigazgató-helyettese.

## Életútja
Az általános és középiskolát Sárváron végezte, a Nádasdy Tamás Általános Iskolában és a Tinódi Gimnáziumban. 1994-ben szerzett közgazdász diplomát, a zalaegerszegi Pénzügyi és Számviteli Főiskolán (ma Pannon Egyetem), pénzügy szakon, pénzintézeti szakirányon. 
1996-ban szerzett okleveles közgazdász diplomát a Janus Pannonius Tudományegyetem Közgazdaságtudományi Karán, vállalatfinanszírozás szakirányon.
A Pécsi Tudományegyetemen végzett tanulmányai befejezése után, a CIB Bank munkatársa volt 2000-ig, ezt követően a Dél-Dunántúli Regionális Fejlesztési Ügynökségen, Pécsen dolgozott területfejlesztési módszertani anyagok előkészítésén, továbbá fejlesztési és stratégiai programok kidolgozásában működött közre, vezető tervezőként. 2002-től, a VÁTI Magyar Regionális Fejlesztési és Urbanisztikai Kht. programmenedzsere, majd a VÁTI Budapesti Területi Iroda irodavezető- helyettese. 
2007-től a tanácsadási szektorban működött önálló szakértőként, majd az Eötvös Loránd Tudományegyetem, Pályázati Központjának munkatársa 2016-tól. A Dunaújvárosi Egyetem innovációs és pályázati igazgatója 2017 és 2018 között. 2019-es megalapítása óta, a Magyarságkutató Intézet munkatársa, szakmai és operatív főigazgató-helyettese. 

## Családja
Sárváron született, szülei és testvére jelenleg is ott élnek. 

## Munkássága
Stratégiai tervezéssel, program és projektfejlesztéssel, támogatási konstrukciók program-előkészítésével, EU és hazai társfinanszírozott projektek generálásával, megvalósításával, koordinálásával foglalkozik.

## Küldetése
Különböző finanszírozási lehetőségek megtalálása és azok eredményes megvalósításával, hosszú távú célok elérése. 